# Liste der Naturdenkmale in Dienstweiler
Die Liste der Naturdenkmale in Dienstweiler nennt die im Gemeindegebiet von Dienstweiler ausgewiesenen Naturdenkmale (Stand 15. Juli 2013).

## Naturdenkmale
| Nr.         | Bezeichnung | Lage                                                                     | Beschreibung | Bild                                    |
| ----------- | ----------- | ------------------------------------------------------------------------ | ------------ | --------------------------------------- |
| ND-7134-389 | Ahorn       | nordöstlich des Ortes; Abteilung Muschelberg auf dem Heiligertsrech Lage | Acer sp.     | Direkt Bild zu diesem Denkmal hochladen |